# Pitt Stadium
O Pitt Stadium foi um estádio localizado em Pittsburgh, no estado da Pensilvânia, nos Estados Unidos, foi inaugurado em 1925, sendo a casa do time de futebol americano universitário Pittsburgh Panthers da Universidade de Pittsburgh, também recebeu alguns jogos do time de futebol americano Pittsburgh Steelers da NFL no ano de 1942 e entre os anos de 1958 a 1969, sua capacidade inicial era de 69.400 espectadores, passando para 56.500 em 1949, o estádio foi demolido em 1999.